# Collectif Féminicides par compagnons ou ex
Le collectif Féminicides par compagnons ou ex (abrégé collectif FPCE), est un collectif féministe bénévole, fondé en 2016 par des militantes lors de la création d'une page Facebook au nom homonyme. Le collectif se compose de lanceuses d'alertes qui assurent, depuis janvier 2016, par leur propre méthodologie, la comptabilisation des femmes présumées victimes de crimes conjugaux en France (y compris dans les DOM-TOM) perpétrés par leur compagnon ou ex-compagnon. Le décompte est actualisé régulièrement et mis en évidence sur les réseaux sociaux via leurs pages Facebook, Twitter, Instagram ainsi que leur site web crée en 2022. Les chiffres se basent à partir d'articles de presse sur internet.
À partir de 2019, leurs chiffres sont repris par plusieurs personnalités et entités tels que Caroline De Haas représentante du collectif #NousToutes jusqu'en 2022, l'Agence France-Presse pour son propre décompte de féminicides ou encore lors du Grenelle des violences conjugales organisé par le gouvernement français.

## Historique

### Contexte
Chaque année en France, une moyenne de 213 000 femmes subissent des violences physiques ou sexuelles de la part de leur conjoint ou ex-conjoint,. À la fin des années 2010, un regain médiatique est porté contre les violences conjugales. La coprésidente du planning familial estime en outre que les associations ne sont pas encore écoutées par le gouvernement pour atténuer ce phénomène, et juge que la mise en œuvre d'actions politiques en France est tardive en indiquant que des mesures nécessaires pour lutter contre les violences conjugales étaient déjà listées par les associations féministes depuis dix à vingt ans. Le gouvernement français n'avance d'ailleurs pas de chiffres précis jusqu'en 2012 — il n'existe pas d'organisme étatique ou de statistiques officiels pour comptabiliser les chiffres officiels de féminicides conjugaux — et se contente du terme vague « d'une femme tuée tous les deux ou trois jours »,. En parallèle, la couverture médiatique de ces meurtres classe généralement les affaires dans la catégorie « fait-divers ». 

### Création du collectif

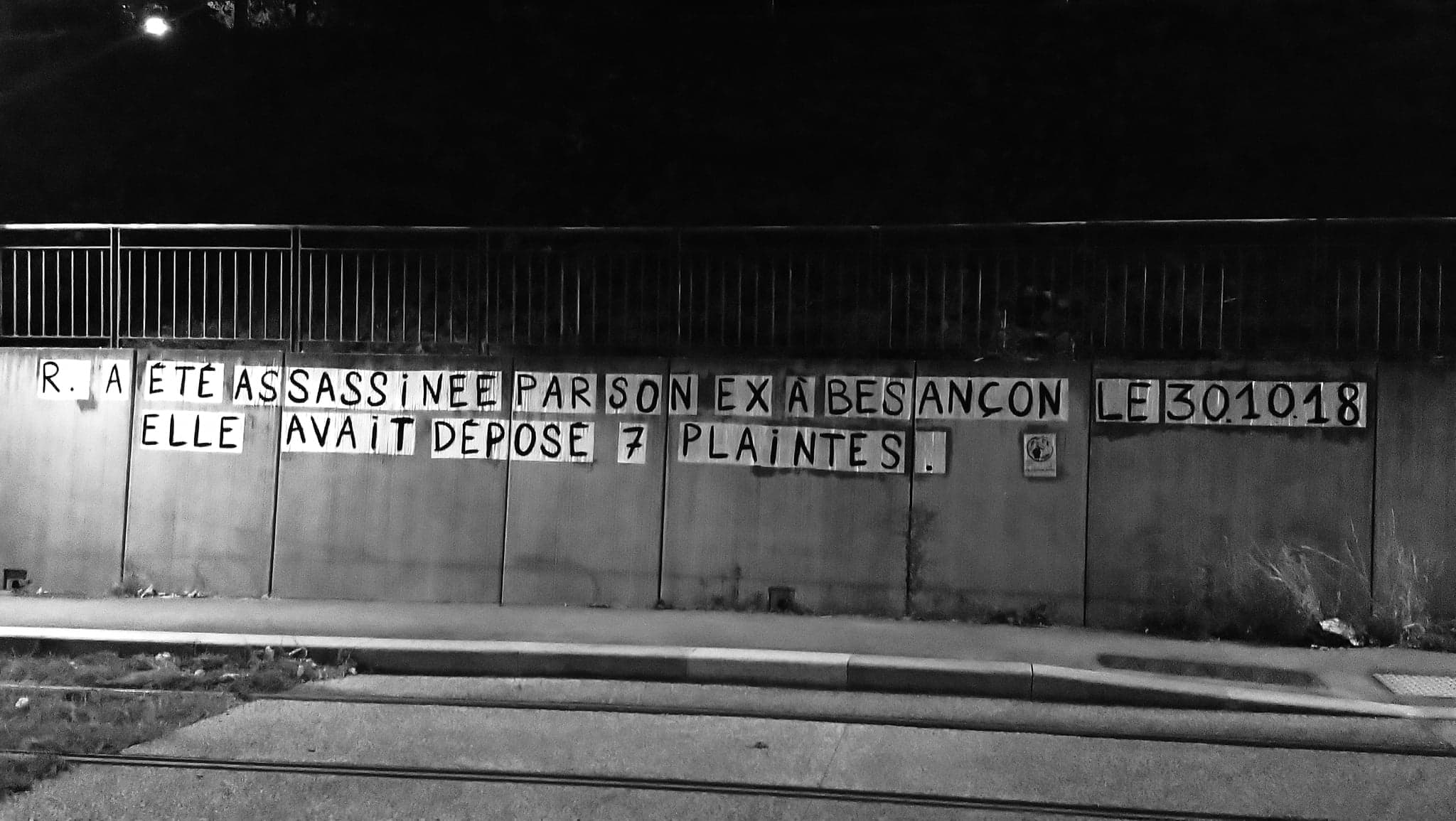
Collage à Besançon, rendant hommage à Razzia, femme assassinée le 30 octobre 2018 par son ex-conjoint.

En 2012, plusieurs membres féministes échangent dans un groupe Facebook fermé autour du projet de loi de pénalisation des clients de la prostitution,. En janvier 2016, l'une des bénévoles recense de son côté sur son propre blog les féminicides. Cependant, en juillet 2016, elle décide d'arrêter car « c'était trop dur ». La décision est alors prise par le reste du groupe de poursuivre ce comptage, via une nouvelle page Facebook : la page « Féminicides par compagnons ou ex » est créée. L'objectif du collectif FPCE est de soutenir les familles de victimes et leur permettre de faire reconnaître cette mort comme un féminicide ainsi que de rendre visible le nombre de femmes tuées, de les « désanonymiser » afin que « le public puisse savoir ce qu'il se passe en temps réel »,.
Au début, deux membres administrent la page. Rapidement, elles sont trois, puis quatre. Le collectif se compose d'une retraitée, d'une personne du chômage, d'une travailleuse à temps plein et d'une travailleuse à temps partiel dans le social. Néanmoins, par crainte de représailles, les membres ne souhaitent pas rendre leur identité publique, comme l'explique l'une d'entre elles, dans un entretien accordé à l'Agence France-Presse : « on souhaite rester anonymes pour qu'on ne nous harcèle pas pour nous pousser à arrêter, comme c'est arrivé à des militantes féministes qui dérangeaient ». Par ailleurs, les articles de presse qui les citent, leur prêtent parfois des prénoms d'usage (comme Sandra) au cours de leurs interviews,. Enfin, trois des membres confient avoir elles-mêmes subi des violences de la part leur ex-conjoint.
Les membres effectuent une revue de presse quotidienne afin de réaliser le décompte au jour le jour des femmes tuées par leur conjoint ou ex-conjoint. L'une des membres avance que la tâche pouvait prendre jusqu'à « huit heures par jour ». Selon Fatima Benomar, féministe marocaine et membre du collectif #NousToutes, leur recensement consiste à utiliser des mots clés (tels que "auteur", "crime", "égorgement", "femme morte", "femme disparue", "drame conjugal", etc.) depuis Google,. Les membres privilégient les médias locaux. Pour chaque victime recensée, un court texte est publié sur la page Facebook du collectif (et plus tard, sur leur page Twitter et Instagram), qui résume les faits et donne des éléments du profil de la victime. Le décompte se baserait sur le modèle de ceux déjà réalisés dans certains pays d'Amérique du Sud ou aux États-Unis (pour ce dernier, par exemple, grâce au recensement du Journal of the American Medical Association, et plus globalement celui du National Violent Death Reporting System (en)),,,[à vérifier]. De plus, à l'aide de Google Maps, les militantes référencent et géolocalisent les féminicides, année par année, en y incluant d'autres données tels que le contexte, le suicide de l'auteur, les tiers victimes, le nombre d'orphelins à l'issue de ces crimes, etc. Des statistiques sur les autres crimes intrafamiliaux sont également disponibles,.

### Un décompte mis en avant dans la lutte contre les violences conjugales

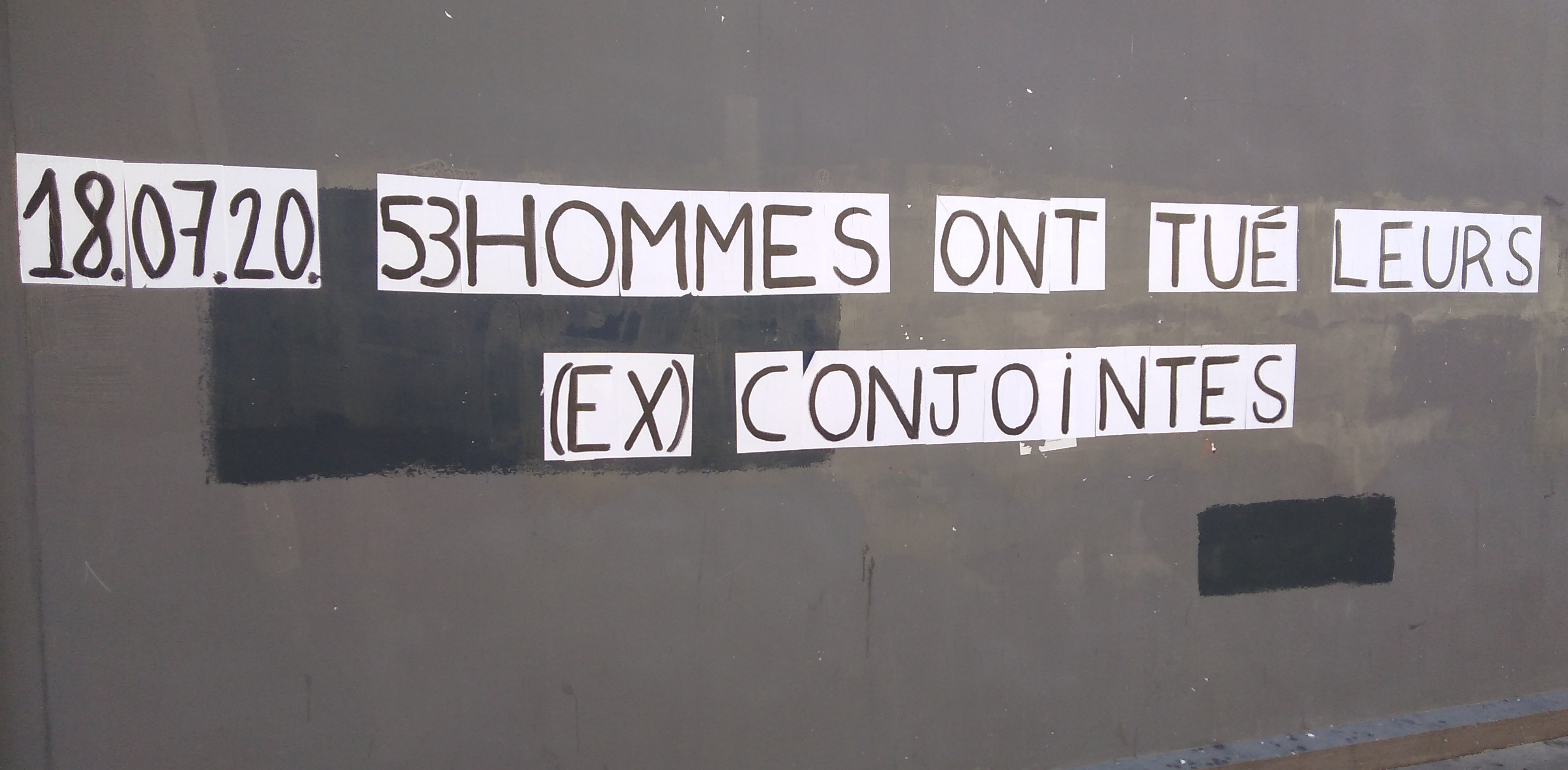
Collage, dans le 5e arrondissement de Paris, en 2020, dénonçant les féminicides.

En mars 2019, le collectif est contacté par Caroline De Haas, figure féministe en France, qui propose de relayer le décompte via son collectif #NousToutes. Après quelques semaines, la visibilité publique de la page FPCE s'accroit : « on a doublé le nombre de nos abonnés, de 10.000 à 20.000 » ; et les médias commencent à s'intéresser au collectif. Pour le collectif #NousToutes, l'objectif du compteur est de sensibiliser, en rendant plus concrète la statistique selon laquelle une femme est tuée tous les deux jours dans le pays. Le collectif de Caroline de Haas qui compte alors plus de 16 000 abonnés sur Twitter (soit près de cinq fois plus que son partenaire à ce moment), poste désormais également un message à chaque nouveau féminicide recensé : « on rajoute une dimension politique en taguant aussi Emmanuel Macron, car les violences conjugales sont la grande cause nationale du gouvernement », argue la responsable. A chaque publication, les militantes reçoivent de nombreux messages de proches des victimes, mais aussi parfois des auteurs du crime. Cette notoriété soudaine a en partie modifié le travail des bénévoles du collectif. Désormais, les familles les contactent parfois directement, et ce sont les médias et la justice qui ensuite se penchent sur une nouvelle histoire : « on n'a plus à faire quotidiennement une aussi large revue de presse ».
En mars 2019, le collectif FPCE connaît un nouveau regain d'intérêt. Le collectif FPCE est relayé par la presse féminine, mais également la presse nationale,, et internationale,,,,,. De plus, quelques documentaires et reportages ont également fait écho au recensement du collectif. Enfin, le décompte et l'analyse du collectif ont servi de références pour le livre Silence, on cogne de la journaliste indépendante Sophie Boutboul, co-écrit avec Alizé Bernard, qui dénonce les violences conjugales perpétrées par des gendarmes et des policiers[à vérifier]. Les médias reprennent alors massivement le terme « féminicide », qui ne possède alors pas d'existence juridique en France. Le collectif se renforce également de plusieurs bénévoles (majoritairement des femmes), qui les aident dans leur démarche de recherches et dont le nombre fluctue au fil des recherches,. Néanmoins, de quatre administratrices, elles passent à trois. Le collectif affirme recevoir des menaces sur les réseaux sociaux de la part des familles des agresseurs et parfois des familles des victimes qui ne souhaitent pas être exposées,. 
À l'occasion de la journée internationale des femmes, Fatima Benomar rapporte : « on s'est dit que ce serait important de donner de la résonance au travail qu'elles faisaient, car leur compteur est vraiment devenu une référence. On entend souvent parler du chiffre d'une femme tuée tous les deux jours et demi, mais c'était abstrait. Ce travail de nommer les victimes permet de les humaniser et de sensibiliser le grand public ».
En juin 2019, le collectif lance un appel dans le journal Le Parisien, intitulé « Protégez-les ».
En juillet 2019, à l'initiative du collectif, 35 familles de victimes de féminicides conjugaux rédigent une tribune à l'attention du gouvernement pour proposer des mesures destinées à lutter efficacement contre les violences conjugales et les féminicides.
Le Grenelle des violences conjugales ouvre le 3 septembre 2019 jusqu'à novembre en se basant sur les chiffres du FPCE. En amont du Grenelle, les bénévoles ont été contactées par l'entourage de Marlène Schiappa, alors secrétaire d'État chargée de l'Égalité entre les femmes et les hommes. Durant ce laps de temps, le terme féminicide est encore propulsé au travers de la couverture médiatique. Pour France Inter, « les féminicides sont partiellement sortis de la rubrique des faits divers pour être regardés comme un problème de société ».
En octobre 2019, sur la base du recensement effectué par le collectif FPCE le député Aurélien Pradié a nommé chacune des 117 victimes de féminicides comptabilisées à cette date.
Une association, l'Union Nationale des Familles de Féminicide (UNFF) est créée le 21 octobre 2019 à la suite d'échanges entre plusieurs familles et proches de victimes sur la page Facebook du collectif.
En février 2020 : le travail de recensement du Collectif Féminicides par compagnons ou ex est utilisé comme référence dans le rapport d'informations sur la reconnaissance du terme « féminicide », porté par la députée Fiona Lazaar et déposé à l'Assemblée nationale.
En janvier 2021, le mouvement des Colleuses (ou le Collectif Collages féministe) effectue notamment le collage en lettres noires de 111 prénoms de victimes (98 femmes, 11 femmes prostituées et 2 individus transgenres) dans une rue du 11e arrondissement de Paris en s'appuyant sur les données du collectif FCPE.

### Différend avec le collectif #NousToutes
À partir de mars 2019, le collectif #NousToutes, qui lutte contre les violences sexistes et sexuelles à l'encontre de femmes en raison de leur genre, relaye le décompte du collectif FPCE.
Toutefois, en janvier 2022, #NousToutes, décide de ne plus reprendre ce décompte, estimant qu’il ne représente pas la totalité des homicides de femmes,. En effet, alors que le collectif FCPE se concentre sur l'identification de féminicides uniquement dans le cadre conjugal, #NousToutes souhaite la mise en place d'un décompte plus inclusif et plus large des féminicides. Ce collectif rapporte dans un communiqué : « il est essentiel de “visibiliser” toutes les femmes qui sont assassinées parce qu’elles sont des femmes. Nous sommes donc en réflexion sur la meilleure façon de le faire, en incluant les féminicides hors du couple, qu’ils concernent des femmes cisgenre ou transgenre ».
Par la même occasion, #NousToutes accuse le collectif FCPE de transphobie. Le collectif se défend dans une tribune de presse publiée sur Marianne.

## Autres décomptes
Le collectif FPCE n'est pas la seule entité à réaliser un recensement des féminicides conjugaux. Du côté des médias, en 2017, Libération est le premier à créer son propre décompte. Plus tard, l’Agence France-Presse (AFP) effectue des enquêtes sur les cas de féminicides conjugaux en s’appuyant au départ sur le travail du collectif FPCE. Puis, l'AFP détermine son propre décompte, lequel est contesté par le collectif. En effet, les chiffres de l'AFP sont régulièrement plus bas que ceux du collectif FPCE, les journalistes utilisant leurs standards de vérification. Ainsi, en 2019, l'AFP comptabilise au moins 126 féminicides conjugaux (154 selon le collectif FPCE), tandis qu'une douzaine de cas restent « en attente » puisque les enquêtes policières sont en cours[réf. souhaitée]. Le Monde a effectué une enquête sur les affaires de 2019.
À partir de 2006, Le Ministère de l'Intérieur français fournit des chiffres sur les "Morts violentes au sein du couple", mais ils sont publiés plus tard au cours de l'année suivante.

## Prises de position
Selon le FPCE, ces hommes tuent leur compagne ou ex compagne car « ils ont reçu une éducation machiste, misogyne, et de haine des femmes que la société renvoie systématiquement à un statut d'objet - sexuel, domestique, publicitaire… Donc ils pensent que c'est normal de s'approprier les femmes, d'autant que la justice ne les condamne pas suffisamment ». Le collectif incite à prendre « des mesures vraiment dissuasives contre la violence masculine, en suivant les hommes signalés, en soignant les hommes violents ».
En juin 2019, via une tribune, le collectif liste ses solutions : prise et traitement systématique des plaintes, octroi de l'aide juridictionnelle dès la plainte, hébergement d'urgence, ordonnance de protection, bracelets électroniques, etc.. D'autres éléments sont évoqués comme la création de fiches comme une fiche S ou la sensibilisation sur le sujet dès le plus jeune âge en donnant des cours en primaire ou au collège sur les violences faites aux femmes.
En ce qui concerne le Grenelle des violences conjugales, tenu en 2019, l'une des membres du collectif estime que « les conclusions et les décisions prises par le gouvernement ne vont pas améliorer la situation concrète de plus de 200 000 femmes victimes, même si le Grenelle a été un bon moyen de communiquer et de débattre des violences faites aux femmes ». L'une des membres ajoute : « on ne veut pas toucher à ce que l’on estime être la liberté des hommes. On est encore dans le petit chaperon rouge. On préfère laisser le loup en liberté et laisser les femmes devenir des victimes. On n’est pas dans l’idée de s’en prendre vraiment à l’agresseur ». Par la même occasion, la « Grande cause nationale » du quinquennat du président Emmanuel Macron (c'est-à-dire l'égalité des sexes) est perçu comme une « Grande cause toujours ».
Le collectif FPCE est par ailleurs parfois critique envers la presse qui « ne donne pas toujours le nom des victimes, encore moins le nom du tueur ». De plus, les membres sont en désaccord avec le décompte de Libération, qui, selon elles, ne prend pas « en compte les femmes âgées ou malades »[réf. souhaitée].